# Sutscheweny
Sutscheweny (ukrainisch Сучевени; russisch Сучевены, rumänisch Suceveni, deutsch bis 1918 Suczaweny) ist ein Dorf im Süden der ukrainischen Oblast Tscherniwzi mit etwa 1600 Einwohnern (2001).

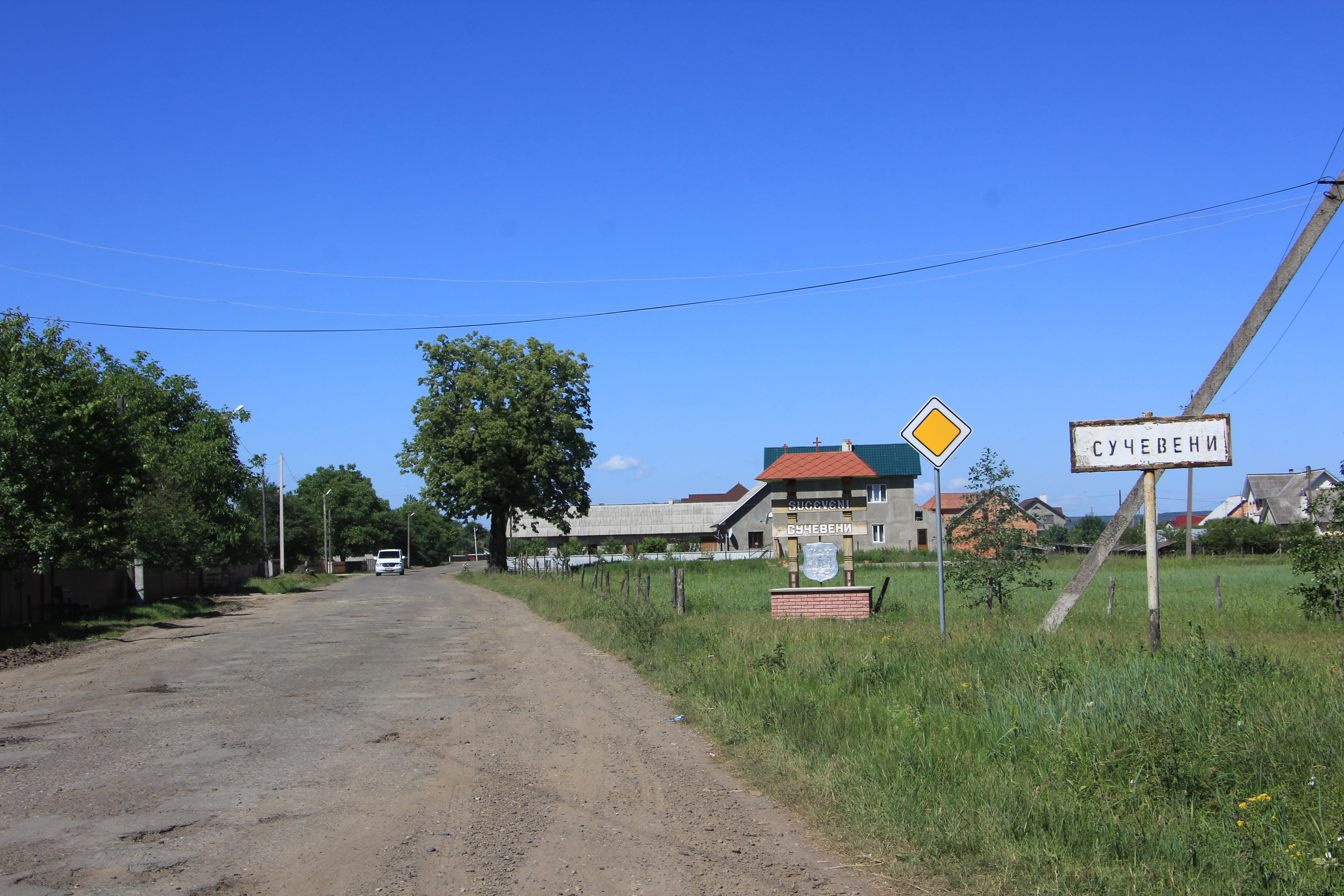
Ortseingang

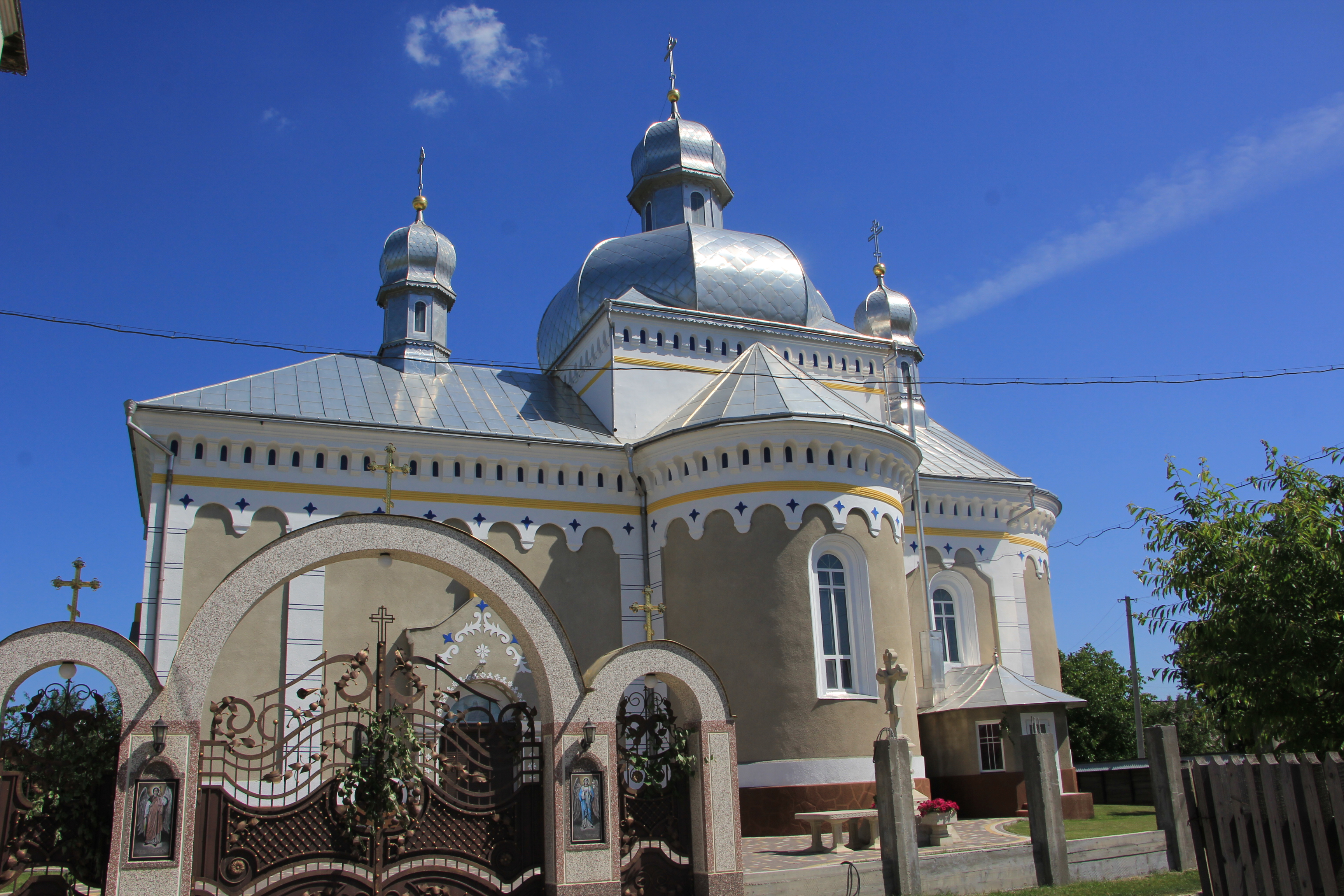
Neue Backsteinkirche

Die Ortschaft in der historischen Landschaft Bukowina trug ab 1940 den ukrainischen Namen Sutschaweny (Сучавени) und hieß zwischen 7. September 1946 und dem 2. März 1995 Schyroka Poljana (Широка Поляна). Sie liegt an der Mündung des 61 km langen Malyj Seret (Малий Серет) in den Sereth, 10 km südwestlich vom ehemaligen Rajonzentrum Hlyboka und etwa 34 km südlich vom Rajon- und Oblastzentrum Czernowitz. Durch das Dorf verläuft die Territorialstraße T–26–24.

## Gemeinde
Am 19. Juli 2019 wurde das Dorf zum Zentrum der neu gegründeten Landgemeinde Sutscheweny (Сучевенська сільська громада/Sutschewenska silska hromada). Zu dieser zählten auch die 4 in der untenstehenden Tabelle aufgelistetenen Dörfer; bis dahin bildete es zusammen mit den 3 Dörfern Petrytschanka (Петричанка), Prossika (Просіка) und Prosokyrjany (Просикуряни) die Landratsgemeinde Sutscheweny (Сучевенська сільська рада/Sutschewenska silska rada) im Rajon Hlyboka.
Am 12. Juni 2020 kam noch das Dorf Kortschiwzi zur Landgemeinde hinzu.
Seit dem 17. Juli 2020 ist der Ort ein Teil des Rajons Tscherniwzi.
Folgende Orte sind neben dem Hauptort Sutscheweny Teil der Gemeinde:
| Name                     | Name        | Name                      | Name        | Name        |
| ukrainisch transkribiert | ukrainisch  | russisch                  | rumänisch   | deutsch     |
| ------------------------ | ----------- | ------------------------- | ----------- | ----------- |
| Kortschiwzi              | Корчівці    | Корчовцы (Kortschowzy)    | Corceşti    | Korczestie  |
| Kupka                    | Купка       | Купка                     | Cupca       | Kupka       |
| Petrytschanka            | Петричанка  | Петричанка (Petrischanka) | Petriceanca | Petriczanka |
| Prossika                 | Просіка     | Просека (Prosseka)        | Prosica     | Prossika    |
| Prosokyrjany             | Просокиряни | Проскиряны (Proskirjany)  | Prisăcăreni | Presekareny |